# 42
Вижте пояснителната страница за други значения на 42.
42 (четиридесет и втора) година е обикновена година, започваща в понеделник по юлианския календар.

## Събития

### В Римската империя
- Втора година от принципата на Тиберий Клавдий Цезар Август Германик (41-54 г.)
- Консули на Римската империя са император Клавдий (II път) и Гай Цецина Ларг. Суфектконсули през тази година стават Гай Цестий Гал и Корнелий Луп.
- 12 януари – Клавдий получава титлата „Баща на отечеството“.[1]
- Клавдий започва строителството на пристанището Портус в близост до Остия.
- Клавдий осигурява обожествяването на баба си Ливия Друзила.[2]
- Луций Арунций Камил Скрибониан вдига бунт срещу императора в Далмация, но печели малка подкрепа и скоро е принуден да избяга на осторов Иса, където е убит.[2]

#### В Египет
- По традиция тази година е сочена като приблизителната година, в която евангелиста Марк основава Коптската православна църква.

## Родени
- Сикст I – римски папа

## Починали
- Гай Апий Юний Силан, политик и сенатор на ранната Римска империя
- Луций Арунций Камил Скрибониан, римски политик
- Ария Старша, съпруга на Цецина Пет